# Дмитриев, Сергей Витальевич
Дмитриев, Сергей Витальевич (11 марта 1966 г.) — российский программист, миллиардер, сооснователь и президент компании JetBrains.

## Биография
- В конце 1990-х годов работал в Санкт-Петербургской компании TogetherSoft, руководил разработкой третьей версии UML-моделера TogetherJ[англ.], которая была выпущена в конце 1999 года[2].
- В 1999 году выехал из Санкт-Петербурга в Прагу, чтобы работать в пражском филиале компании TogetherSoft[3].
- В 2000 году совместно с Евгением Беляевым и Валентином Кипятковым основал компанию JetBrains, первый офис которой был расположен на съёмной квартире в Праге[4].
- В 2012[5] году отошёл от оперативного управления компанией, проживает в Мюнхене[4], приняв решение посвятить своё время научным исследованиям[3].
- В 2022 в журнале Forbes был назван одним из 14 участников рейтинга российских миллиардеров, чьё состояние увеличилось в 2022 году, несмотря на экономический кризис и санкции против России[6].
- В 2023 году компания JetBrains окончательно покинула российский рынок и распродала недвижимость. Последние офисные объекты в декабре приобрела DIY-компания «Петрович»[7]. До этого, еще в 2022 году, корпорации «Стерх» был продан бизнес-центр Universe в Санкт-Петербурге[8].

## Состояние
В 2022 году вошёл в рейтинг журнала Forbes «88 российских миллиардеров», где занял 30 место с состоянием 4,1 млрд $.

## Увлечения
Сергей Дмитриев увлекается исследованиями проблемы старения и биоинформатикой.